# Schloss Großpaschleben

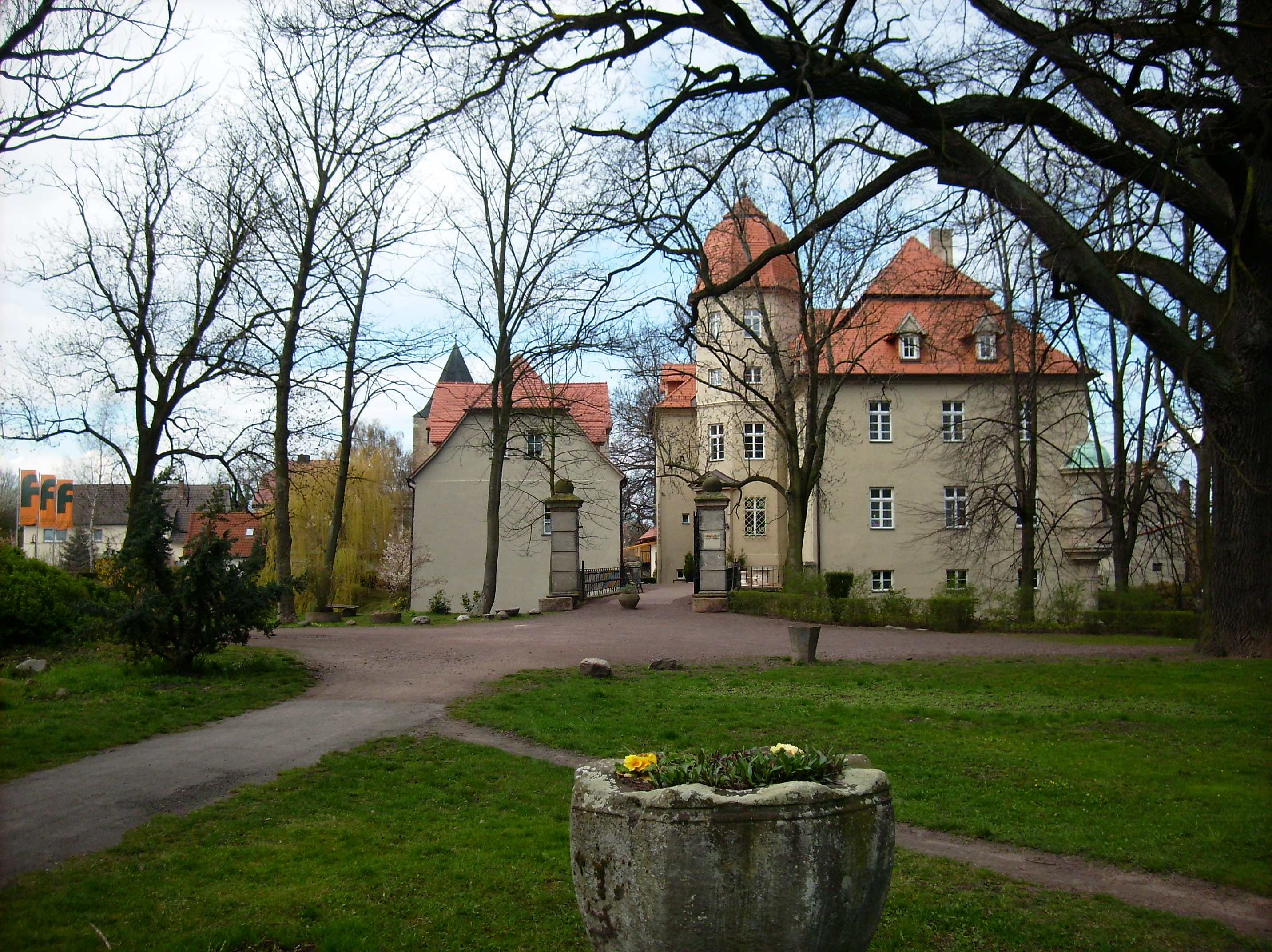
Das Schloss von der Parkseite aus

Das Schloss Großpaschleben ist ein denkmalgeschütztes Bauwerk im Ortsteil Großpaschleben der Gemeinde Osternienburger Land im Landkreis Anhalt-Bitterfeld in Sachsen-Anhalt. Im örtlichen Denkmalverzeichnis ist das Schloss unter der Erfassungsnummer 094 09937 als Baudenkmal verzeichnet.

## Geschichte
Die erste urkundliche Erwähnung des Ortes Paschleben erfolgte im 11. Jahrhundert. Es gibt Spuren, dass zu jener Zeit bereits eine Wasserburg bestand. Heinrich von Wuthenau kaufte 1602 Paschleben. Die Familie Wuthenau ließ eine alte Niederungsburg abreißen und an der Stelle das Wasserschloss mit umgebenen Wassergraben errichten. Die Familie Wuthenau blieb bis zur Enteignung während der Bodenreform in der Sowjetischen Besatzungszone im Jahr 1945 Eigentümer des Bauwerkes. Anschließend wurde das Gebäude erst durch Neubauernfamilien und Umsiedler bewohnt, ehe es Anfang der 1950er Jahre zum Feierabendheim (Altersheim) umgebaut und genutzt wurde. Heute befindet sich das Schloss im Besitz der Unternehmensgruppe Burchard Führer, die es immer noch als Altenheim betreibt.

## Beschreibung
Beim Gebäude handelt es sich um einen dreigeschossigen siebenachsiger Putzbau mit Schopfwalmdach. An den Ecken wird der Hauptflügel von zylindrischen Erkern mit Schweifhauben flankiert. Auf der Hofseite des Hauptflügels befindet sich ein polygonaler Treppenturm mit welscher Haube und Adikulaportal.
Das eingeschossige Wirtschaftsgebäude mit zweigeschossigem Mittelrisalit steht südlich des Schlosses. Auf dem Hof des Wirtschaftsgebäudes steht ein 1703 erbauter achteckiger Taubenturm mit einer barocken Haube aus dem 18. Jahrhundert.
Zur Schlossanlage gehört der östlich gelegene Park am Wasserschloss. Auf dem Gelände der Schlossanlage befindet sich der ebenfalls unter Denkmalschutz stehende Taufstein Großpaschleben.